# Giorgio Li Calzi
Giorgio Li Calzi (Torino, 1965) è un trombettista e compositore italiano.

## Biografia
Suona e registra piano e sintetizzatore fin da bambino, dalla fine degli anni '80 produce musica per jingles, teatro e balletto, e nel 1990 inizia a suonare la tromba. Sin dai primi dischi come trombettista (dal 1994), grazie al background musicale precedente, lavora sull'estetica del jazz, trasformando canzoni, sigle televisive e musiche da film in jazz e in un territorio musicale legato all'improvvisazione. Ad esempio fa diventare jazz standard nel 1996  "Le avventure di Pinocchio" di Fiorenzo Carpi (dal CD "La nuit américaine", con Franco D'Andrea, Nicola Muresu, Alessandro Minetto), aprendo la strada a molti altri jazzisti italiani.
Dal 1994 realizza 15 album a suo nome, alcuni dei quali in collaborazione con musicisti internazionali come il brasiliano Lenine, e lo storico membro dei Kraftwerk, Wolfgang Flür (ospiti del suo album Tech*Set, che esce nel 2004 per Il Manifesto), e ancora grandi musicisti dalla Mongolia, Egitto, Libano, Costa d'Avorio, Senegal, Brasile: ospiti che inserisce nei suoi gruppi, e con cui crea uno scambio di culture musicali.
Nel 2003 Wolfgang Flür, dopo aver ascoltato i provini dell'album Tech-Set (2004), campiona e usa la traccia "Sweet home with Elena dancing" nel suo pezzo "I was a robot", titolo anche della sua autobiografia con i Kraftwerk.
Nel 1998 (e ancora nel 2010) suona nel gruppo della cantante Tiziana Ghiglioni.
Nel 1999 vince a Livorno insieme a Johnson Righeira il Premio Ciampi (e ancora nel 2005 con la cantante Lalli e Pietro Salizzoni) per la miglior cover. Dal 2006 intensifica l'attività musicale dal vivo legata al teatro, sonorizzando con tromba e laptop, reading e lavori di scrittori, registi e attori come Andrea Bajani, Giuseppe Culicchia, Fabio Geda, Massimo Carlotto, Tiziano Scarpa, Elena Canone, Oliviero Corbetta, Michele Di Mauro, Alessandro Haber e Banda Osiris.
Nel 2007 la sua prima regia teatrale audiovisuale: Giorgio Li Calzi Lectio Organica I: Dracula.
Il 21 marzo 2011 esce il suo album Organum.
Nel 2013 produce con Gian Luigi Carlone (Banda Osiris) e Johnson Righeira lo spettacolo ITALIANI (prod. esecutiva Fondazione Teatro Piemonte Europa).
L'album ITALIANI di Carlone Li Calzi Righeira esce nel 2013 (Artis/Disastro Records).
Da sempre legato alla musica elettronica e di carattere innovativo, sperimenta nuove forme di suono elettroacustico legate alla tromba insieme al collettivo Audio HackLab, suonando con musicisti e hacker di Torino come Kinetik Laboratories, Eniac, Pugile, Motor.
Dal 2018 la Città di Torino lo nomina alla guida del Torino Jazz Festival (che dirigerà insieme a Diego Borotti fino al 2022) e nel 2019 crea il Torino Jazz Festival Piemonte per Piemonte dal Vivo.
Dal 2010 con Laura Strocchi dirige il festival CHAMOISic, a Chamois, nella valle del Cervino, unico comune italiano raggiungibile tramite funivia in cui le auto non possono circolare. Nel 2019 Chamois riceve la Bandiera Verde da Legambiente, per avere lavorato su ambiente e cultura, e nella descrizione viene citato come motivatore il festival CHAMOISic.

## Discografia
Singoli
- Enjoy the Silence feat. Arto Lindsay (digital, 2021)
- Thomas Feiner & Giorgio Li Calzi - Encounters at the end of the world (digital, 2020)

Album
- Prank + Giorgio Li Calzi – (2024, Machiavelli Music)
- Chandra Candiani & Giorgio Li Calzi – La via delle nuvole (2024, Haze-Auditorium Edizioni)
- Frank Bretschneider & Giorgio Li Calzi – Zero Mambo (Umor Rex Records) (2022)
- Music for Writers (2017, Salone Internazionale del Libro Torino)
- Giorgio Li Calzi & Manuel Zigante - Solaris (2017, Machiavelli Music)
- Carlone Li Calzi Righeira - Italiani (2013, Artis/Disastro Records)
- Organum (CD, 2011, Fonosintesi)
- Giorgio Li Calzi + Aleksandr Nevskij (DVD, 2008, CNI Music)[4]
- Tech-Set (CD, 2004, Il Manifesto)
- Autoloop (CD, 2000 BMG/Ricordi)
- Imaginary film music (CD, 2000, Philology)
- Santa Lucia (CD, 1997, Polosud Records)
- Suk (CD, 1997, Philology)
- La nuit amèricaine (CD, 1996, Philology)
- Giorgio Li Calzi (CD, 1994, Philology)